# Hirtshals fyr
Hirtshals fyr är en fyr vid Hirtshals på Nordjylland i Danmark. 
Hirtshals fyr ritades av Niels Sigfred Nebelong och uppfördes 1863 i senklassicistisk stil. Tornet är 35 meter högt.
Fyrens lyshöjd är 57 meter. Vid fyrtornet finns två förbundna byggnader, ett uthus från 1863, ett maskinhus från 1914 och ett sirenhus från 1958. Tornet står på en granitsockel. Fyrtornet är runt och kröns av en kopparklädd lanternin. Den pryds av kung Fredrik VII:s monogram och årtalet för uppförandet. 
Fyren elektrifierades 1939.
Gömda i klitterna omkring fyrtornet finns en del bunkrar, ett helt fort byggt av tyskarna under andra världskriget som en del av Atlantvallen. Vendsyssel Historiske Museum har tagit över anläggningen, idag benämnd Bunkermuseet.

## Bildgalleri

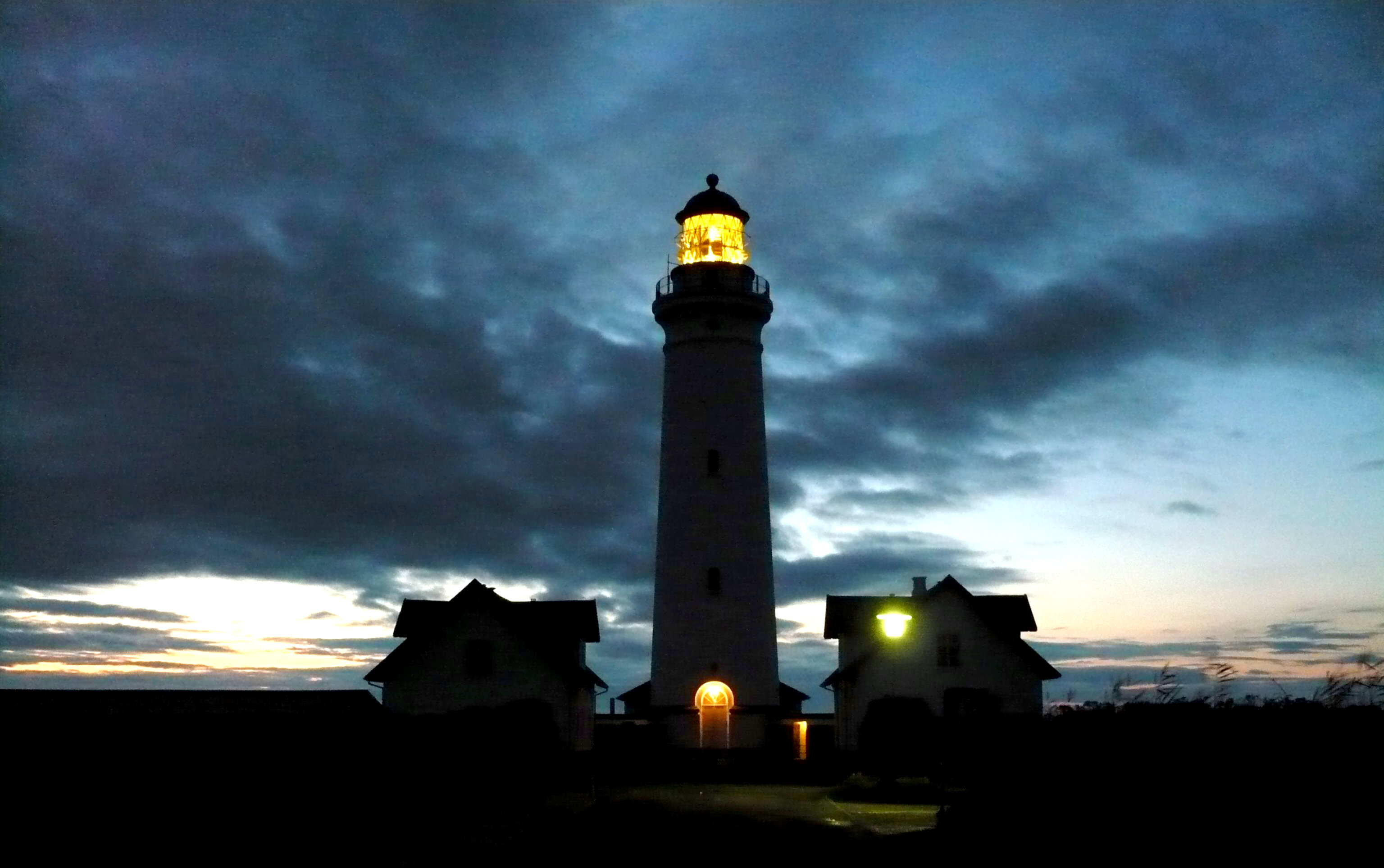
Hirtshals fyr
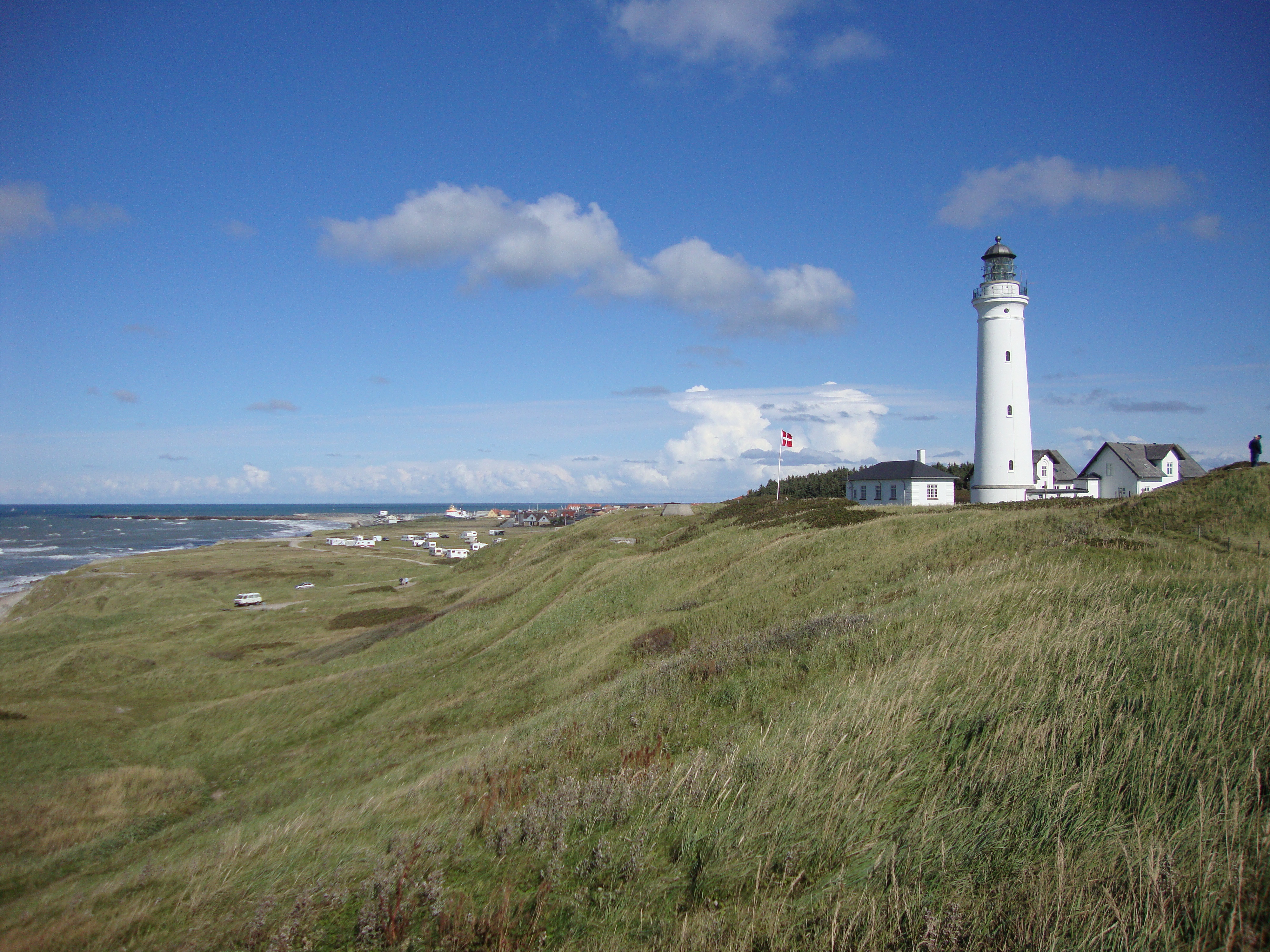
Klitterna nedanför fyren
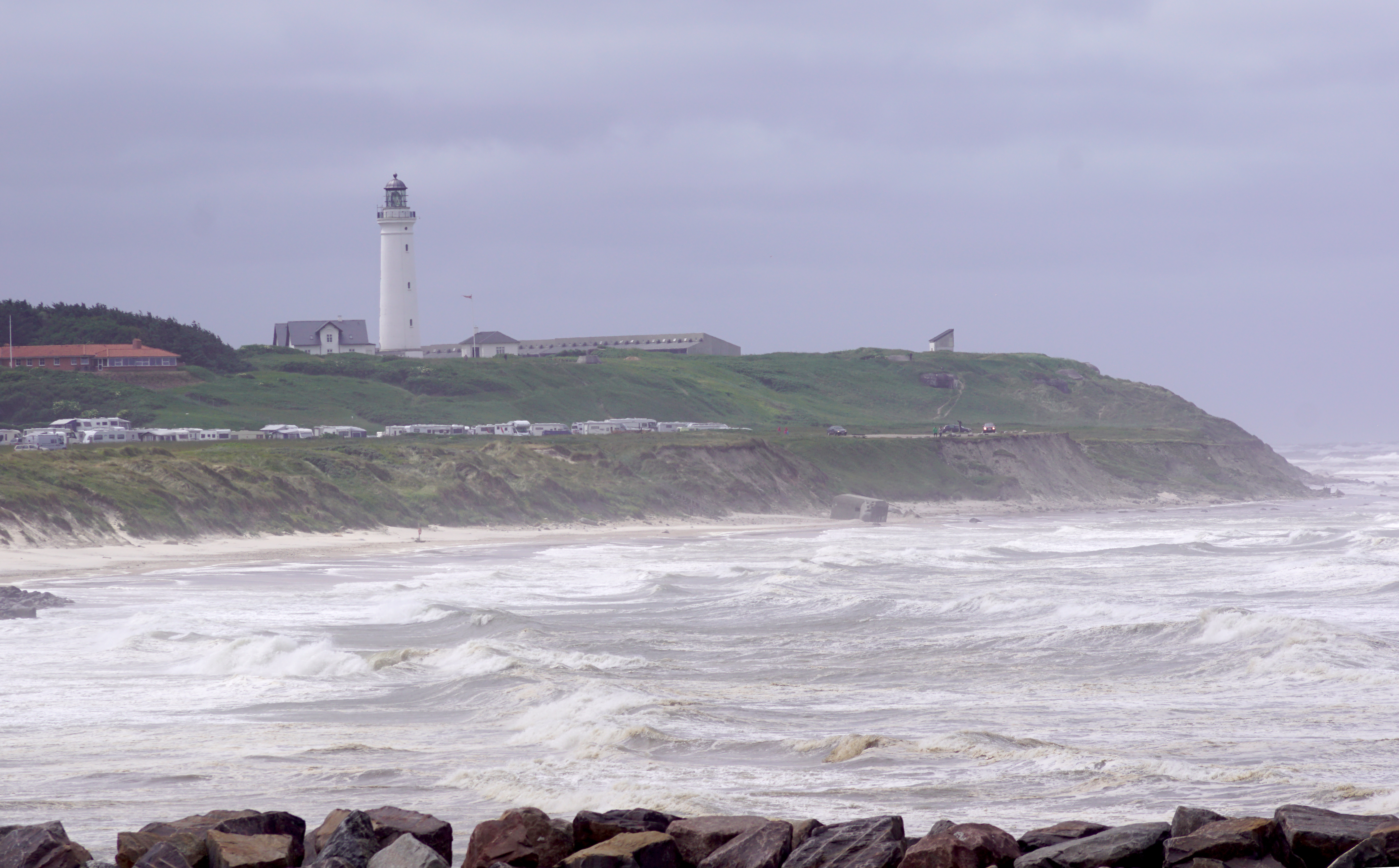
Hirtshals fyr sedd från havet